# KLab
KLab株式会社（KLab Inc.）是日本的一家电子游戏开发公司，主业为社交游戏的开发及运营，总部位于日本东京六本木。

## 历史
KLab的前身为CYBIRD的研发部门，最初名为“K Laboratory”（日语：ケイ・ラボラトリー），2000年1月成立；其后于当年8月成为独立公司，由CYBIRD副社长兼CTO真田哲弥担任新公司的CEO。2003年8月，K Laboratory设立了西日本支社（现为大阪事业所），并于之后几年在仙台、冈山、福冈等地开设了分支机构。2004年9月，K Laboratory与USEN和CYBIRD建立业务协作关系；同年11月更名为“KLab”，成为USEN的连结子公司。2007年，USEN将其全部股权出售给思佰益（SBI Holdings）及其子公司SBI Investment经营的基金。2009年12月10日，社交游戏开发子公司KlabGames成立。KLab于2011年9月27日在东京证券交易所Mothers（创业板）上市，并于次年5月18日在东京证券交易所1部（主板）上市。
KLab目前在菲律宾马尼拉、美国旧金山、新加坡以及中国上海设有当地法人，作为其实现国际化的一部分。2014年2月，KLab先后与中国盛大游戏和韩国NHN（即现在的NAVER）建立业务协作关系。除游戏行业外，KLab还开设了专营餐饮业的子公司“KLab Food&Culture”，向全世界推广日本饮食文化；另外，KLab也曾进军娱乐产业，并在2015年成立了“KLab Entertainment”，以打造原创IP为主营业务，但最终在2017年终止了这一业务。
2013年，KLab开发、武士道运营的手机游戏《Love Live! 學園偶像祭》开始运营。由于其反应热烈，KLab因而在2013年5月摆脱长期赤字的困境，成功扭亏为盈，从预期的亏损9000万日元逆转为盈利9000万日元，也让KLab“两度起死回生”。然而KLab也存在着收入过度依赖某一热门作品进行创收的现象。2015年第四季度，由于《Love Live! 学园偶像祭》游戏内容更新缓慢，玩家消费意愿降低，KLab营收较前一季度下滑29.2%，季度净亏损2.34亿日元，时隔8个季度再度出现营业赤字。

## 主要股东
截至2016年12月31日，KLab最大股东为公司CEO真田哲弥，持股所占比例为11.29%。其他主要股东包括NOMURA PB NOMINEES LIMITED OMNIBUS-MARGIN (CASHPB)、日本证券金融、松井证券、日本信托服务银行等。

## 关联公司
- KLab Global Pte.Ltd.
- KLab America, Inc.
- 可来软件开发（上海）有限公司 （KLab China Inc.）
- KLab Entertainment株式会社
- KLab Venture Partners株式会社
- KLab Ventures株式会社
- KLab Food&Culture株式会社（KLab Food&Culture Inc.）
- 株式会社Spicemart（Spicemart Inc.）

## 作品
除《Love Live! 学园偶像祭》及其衍生作品外，KLab还获得了众多其它知名IP授权，并将其改编为手机游戏或网页游戏，如《幽☆遊☆白書》、《足球小将》、《传奇系列》、《灌篮高手》、《战国BASARA》、《歌之王子殿下》、《BLEACH》等。其中大部分为独立运营，部分交由其它公司（如武士道、万代南梦宫娱乐等）运营。